# Mateuszewo
Mateuszewo – wieś w Polsce położona w województwie wielkopolskim, w powiecie śremskim, w gminie Śrem. W latach 1975–1998 miejscowość należała administracyjnie do województwa poznańskiego.
Zabytkiem wsi znajdującym się w gminnej ewidencji zabytków jest zespół folwarczny z końca XIX wieku.